# Jack l'Éventreur : affaire classée - Portrait d'un tueur
Pour les articles homonymes, voir Jack l'Éventreur (homonymie).
Jack l'Éventreur : Affaire classée - Portrait d'un tueur est un livre-documentaire policier publié en 2002. Dans ce livre, l'auteur américaine Patricia Cornwell mène une enquête sur Jack l'Éventreur. Elle a réalisé son enquête pendant deux ans et déboursé six millions de dollars pour vérifier ses soupçons en achetant lettres et manuscrits et en procédant à des tests ADN à ses frais. Elle est certaine d'avoir trouvé qui était le tueur, il s'agirait du peintre impressionniste Walter Sickert.

## Recherches et conclusions de l'auteur
Patricia Cornwell a acheté 31 peintures de Sickert et, paraît-il, aurait détruit une ou plusieurs de ces toiles en recherchant l'ADN de Sickert, une accusation démentie par Cornwell. Elle a analysé nombre d'enveloppes et de timbres dont elle pensait qu'ils contenaient des traces de salive de Sickert, qu'elle comparait avec les enveloppes et timbres des lettres supposées écrites par Jack l'Éventreur et envoyées à Scotland Yard. Plusieurs de ces lettres ne contenaient aucune trace d'ADN, ce qui n'est pas surprenant étant donné leur âge et les conditions de conservation. Elle rapporte que, dans un cas, l'ADN mitochondrial qu'elle suppose appartenant à Sickert ne peut pas être considéré comme différent de l'ADN mitochondrial trouvé dans une des lettres attribuée à Jack l'Éventreur.

## Critiques de la théorie de l'auteur
Les critiques de cette théorie notent que les comparaisons se sont seulement concentrées sur l'ADN mitochondrial, qui, selon l'expert questionné, serait identique pour 1 % à 10 % de la population. Étant donné le nombre de personnes qui ont manipulé les nombreuses lettres, la probabilité qu'un élément de n'importe quel échantillon mitochondrial d'ADN puisse coïncider à un certain point serait très importante. Les critiques notent également que plusieurs, sinon toutes les lettres analysées (environ 300), sont considérées par la plupart des experts en la matière (y compris Scotland Yard) comme des canulars ou des œuvres de mythomanes. Même si Sickert avait écrit une ou plusieurs des lettres considérées comme ayant été émises par Jack l'Éventreur, ce seul élément ne prouverait pas qu'il soit réellement le tueur.
L'affirmation de Cornwell selon laquelle Sickert aurait eu un pénis déformé a également été contestée. L'artiste est connu pour avoir eu plusieurs épouses et maîtresses, et plusieurs enfants (Stephen Knight a aussi développé sa théorie de la conspiration royale à partir de cette supposition). Ceci semble infirmer la théorie selon laquelle Sickert ne pouvait pas avoir de relations sexuelles. De plus, le docteur que Sickert a rencontré pour son problème de fistule n'était pas un spécialiste des problèmes génitaux, mais il était plutôt un proctologue.
Plus problématique pour la théorie de Cornwell est le fait qu'un certain nombre de lettres de Sickert situent l'artiste en vacances en France pour une durée qui recouvre les dates des meurtres officiels de Jack l'Éventreur. Cornwell et ses défenseurs affirment qu'il pourrait avoir voyagé sur un bateau et fait des aller-retour entre les deux pays, mais rien ne prouve que cela ait été le cas.
En 2013, le sociologue Michel Moatti évoque également l'hypothèse Sickert dans le livre- enquête Retour à Whitechapel, sans toutefois croire à la culpabilité du peintre anglais, qui ne serait qu'un complice du tueur. Ainsi, Walter Sickert n'interviendrait dans l'affaire qu'à l'automne 1888, soit après les meurtres de Polly Nichols et d'Annie Chapman, période à laquelle il serait rentré à Londres.

## Découverte et confirmation de la théorie de l'auteur

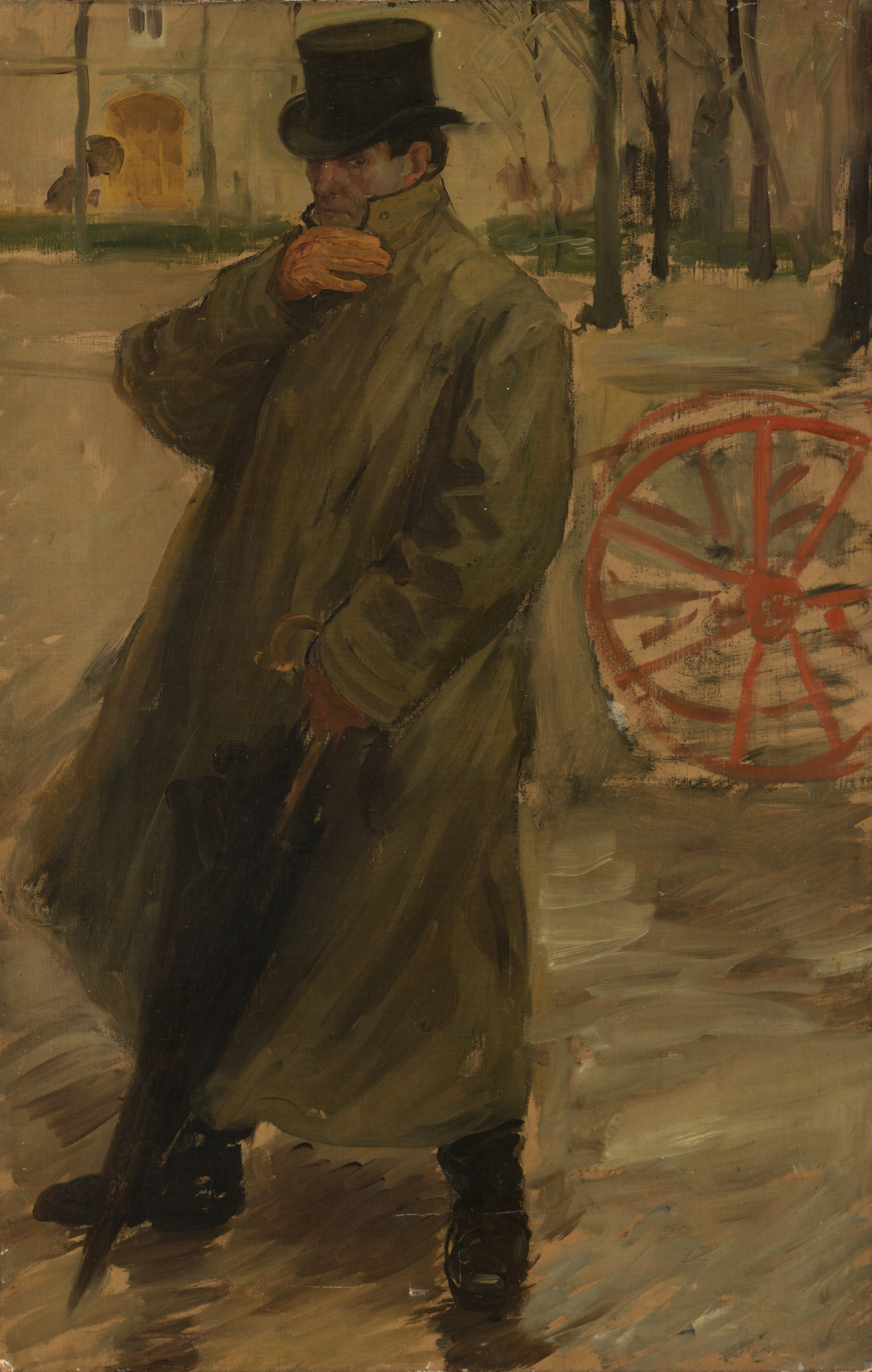
Jacques-Emile Blanche (1861-1942), Portrait de Walter Sickert en Jack l'Éventreur. Huile sur toile, 78 x 50 cm.

Dans un ouvrage publié en 2024 aux Éditions de l'Observatoire dédié à Patricia Cornwell, Johann Naldi, expert en tableaux du 19ème siècle, prétend avoir confirmé l'identité du célèbre tueur en série britannique en retrouvant un portrait longtemps disparu qu'il attribue au peintre français Jacques-Émile Blanche,,,. Sa théorie s’appuie sur l'ouvrage publié par la romancière en 2002, dans lequel elle affirme que Jack l'Éventreur n’est autre que le peintre Walter Sickert. Pour Johann Naldi, la découverte du tableau, qui représente un homme semblant partager les traits de Sickert, est une « confirmation par l’image de la théorie de Patricia Cornwell ». Affirmant qu'il s'agirait du seul et unique tableau d'époque représentant le meurtrier, Johann Naldi déclare : "La très grande nouveauté dans ce dossier est qu'il ne s'agit plus seulement de dire ou de lire, il s'agit de voir, il s'agit de regarder une image et ça, c'est la première fois que cela arrive dans cette enquête".

## Deuxième tome
En février 2017, Patricia Cornwell persiste dans sa théorie avec la publication du deuxième tome Ripper: The Secret Life Of Walter Sickert dans lequel elle annonce apporter la preuve définitive de la culpabilité du peintre.